# オリンピックの競泳競技・男子メダリスト一覧
オリンピックの競泳競技・男子メダリスト一覧（オリンピックのきょうえいきょうぎ・だんしメダリストいちらん）は、1896年から2020年までのオリンピック競泳競技における男子メダリストの一覧である。

## 男子現行種目

### 50m自由形
| 大会名                | 金                                              | 銀                                              | 銅                                                    |
| --------------------- | ----------------------------------------------- | ----------------------------------------------- | ----------------------------------------------------- |
| 1988 ソウル           | マット・ビオンディ アメリカ合衆国 (USA)         | トム・イェーガー アメリカ合衆国 (USA)           | ゲンナジー・プリゴダ ソビエト連邦 (URS)               |
| 1992 バルセロナ       | アレクサンドル・ポポフ EUN (EUN)                | マット・ビオンディ アメリカ合衆国 (USA)         | トム・イェーガー アメリカ合衆国 (USA)                 |
| 1996 アトランタ       | アレクサンドル・ポポフ ロシア (RUS)             | ゲーリー・ホール・ジュニア アメリカ合衆国 (USA) | フェルナンド・シェーラー ブラジル (BRA)               |
| 2000 シドニー         | アンソニー・アービン アメリカ合衆国 (USA)       | 該当者なし                                      | ピーター・ファン・デン・ホーヘンバンド オランダ (NED) |
| 2000 シドニー         | ゲーリー・ホール・ジュニア アメリカ合衆国 (USA) | 該当者なし                                      | ピーター・ファン・デン・ホーヘンバンド オランダ (NED) |
| 2004 アテネ           | ゲーリー・ホール・ジュニア アメリカ合衆国 (USA) | デュエ・ドラガンヤ クロアチア (CRO)             | ローランド・スクーマン 南アフリカ (RSA)               |
| 2008 北京             | セーザル・シエロ ブラジル (BRA)                 | アモリ・ルボー フランス (FRA)                   | アラン・ベルナール フランス (FRA)                     |
| 2012 ロンドン         | フローラン・マナドゥ フランス (FRA)             | カレン・ジョーンズ アメリカ合衆国 (USA)         | セーザル・シエロ ブラジル (BRA)                       |
| 2016 リオデジャネイロ | アンソニー・アービン アメリカ合衆国 (USA)       | フローラン・マナドゥ フランス (FRA)             | ネイサン・エイドリアン アメリカ合衆国 (USA)           |
| 2020 東京             | ケーレブ・ドレッセル アメリカ合衆国 (USA)       | フローラン・マナドゥ フランス (FRA)             | ブルーノ・フラトゥス ブラジル (BRA)                   |

### 100m自由形
| 大会名                | 金                                                    | 銀                                              | 銅                                              |
| --------------------- | ----------------------------------------------------- | ----------------------------------------------- | ----------------------------------------------- |
| 1896 アテネ           | ハヨーシュ・アルフレード ハンガリー (HUN)             | オットー・ヘルシュマン オーストリア (AUT)       | 該当者なし                                      |
| 1900-1904             | 実施せず                                              | 実施せず                                        | 実施せず                                        |
| 1908 ロンドン         | チャールス・ダニエルズ アメリカ合衆国 (USA)           | ゾルタン・ハルマイ ハンガリー (HUN)             | ハラルト・ユーリン スウェーデン (SWE)           |
| 1912 ストックホルム   | デューク・カハナモク アメリカ合衆国 (USA)             | セシル・ヒーリー オーストララシア (ANZ)         | ケネス・ヒューツォー アメリカ合衆国 (USA)       |
| 1920 アントワープ     | デューク・カハナモク アメリカ合衆国 (USA)             | プア・ケアロハ アメリカ合衆国 (USA)             | ウィリアム・ハリス アメリカ合衆国 (USA)         |
| 1924 パリ             | ジョニー・ワイズミュラー アメリカ合衆国 (USA)         | デューク・カハナモク アメリカ合衆国 (USA)       | サミュエル・カハナモク アメリカ合衆国 (USA)     |
| 1928 アムステルダム   | ジョニー・ワイズミュラー アメリカ合衆国 (USA)         | バーラーニ・イシュトヴァーン ハンガリー (HUN)   | 高石勝男 日本 (JPN)                             |
| 1932 ロサンゼルス     | 宮崎康二 日本 (JPN)                                   | 河石達吾 日本 (JPN)                             | アルバート・シュウォーツ アメリカ合衆国 (USA)   |
| 1936 ベルリン         | フェレンツ・シク ハンガリー (HUN)                     | 遊佐正憲 日本 (JPN)                             | 新井茂雄 日本 (JPN)                             |
| 1948 ロンドン         | ウォルター・リス アメリカ合衆国 (USA)                 | アラン・フォード アメリカ合衆国 (USA)           | ゲーザ・カーダシュ ハンガリー (HUN)             |
| 1952 ヘルシンキ       | クラーク・スコールズ アメリカ合衆国 (USA)             | 鈴木弘 日本 (JPN)                               | イェラン・ラーション スウェーデン (SWE)         |
| 1956 メルボルン       | ジョン・ヘンリックス オーストラリア (AUS)             | ジョン・デビット オーストラリア (AUS)           | ゲーリー・チャップマン オーストラリア (AUS)     |
| 1960 ローマ           | ジョン・デビット オーストラリア (AUS)                 | ランス・ラーソン アメリカ合衆国 (USA)           | マヌエル・ドス・サントス ブラジル (BRA)         |
| 1964 東京             | ドン・ショランダー アメリカ合衆国 (USA)               | ボビー・マクレガー イギリス (GBR)               | ハンス・ヨアヒム・クライン 東西統一ドイツ (EUA) |
| 1968 メキシコシティ   | マイク・ウェンデン オーストラリア (AUS)               | ケネス・ウォルシュ アメリカ合衆国 (USA)         | マーク・スピッツ アメリカ合衆国 (USA)           |
| 1972 ミュンヘン       | マーク・スピッツ アメリカ合衆国 (USA)                 | ジェリー・ハイデンライヒ アメリカ合衆国 (USA)   | ウラジミール・ブレ ソビエト連邦 (URS)           |
| 1976 モントリオール   | ジム・モンゴメリ アメリカ合衆国 (USA)                 | ジャック・ババショフ アメリカ合衆国 (USA)       | ペーター・ノッケ 西ドイツ (FRG)                 |
| 1980 モスクワ         | ヨルク・ボイテ 東ドイツ (GDR)                         | ペル・ホルメルツ スウェーデン (SWE)             | ペル・ヨハンソン スウェーデン (SWE)             |
| 1984 ロサンゼルス     | ロウディ・ゲインズ アメリカ合衆国 (USA)               | マーク・ストックウェル オーストラリア (AUS)     | ペル・ヨハンソン スウェーデン (SWE)             |
| 1988 ソウル           | マット・ビオンディ アメリカ合衆国 (USA)               | クリス・ジェイコブス アメリカ合衆国 (USA)       | ステファン・キャロン フランス (FRA)             |
| 1992 バルセロナ       | アレクサンドル・ポポフ EUN (EUN)                      | グスタボ・ボルゲス ブラジル (BRA)               | ステファン・キャロン フランス (FRA)             |
| 1996 アトランタ       | アレクサンドル・ポポフ ロシア (RUS)                   | ゲーリー・ホール・ジュニア アメリカ合衆国 (USA) | グスタボ・ボルゲス ブラジル (BRA)               |
| 2000 シドニー         | ピーター・ファン・デン・ホーヘンバンド オランダ (NED) | アレクサンドル・ポポフ ロシア (RUS)             | ゲーリー・ホール・ジュニア アメリカ合衆国 (USA) |
| 2004 アテネ           | ピーター・ファン・デン・ホーヘンバンド オランダ (NED) | ローランド・スクーマン 南アフリカ (RSA)         | イアン・ソープ オーストラリア (AUS)             |
| 2008 北京             | アラン・ベルナール フランス (FRA)                     | イーモン・サリバン オーストラリア (AUS)         | ジェイソン・レザク アメリカ合衆国 (USA)         |
| 2008 北京             | アラン・ベルナール フランス (FRA)                     | イーモン・サリバン オーストラリア (AUS)         | セーザル・シエロ ブラジル (BRA)                 |
| 2012 ロンドン         | ネイサン・エイドリアン アメリカ合衆国 (USA)           | ジェームズ・マグナッセン オーストラリア (AUS)   | ブレント・ハイデン カナダ (CAN)                 |
| 2016 リオデジャネイロ | カイル・チャルマーズ オーストラリア (AUS)             | ピーテル・ティマース ベルギー (BEL)             | ネイサン・エイドリアン アメリカ合衆国 (USA)     |
| 2020 東京             | ケーレブ・ドレッセル アメリカ合衆国 (USA)             | カイル・チャルマーズ オーストラリア (AUS)       | クリメント・コレスニコフ ROC (ROC)              |

### 200m自由形
| 大会名                | 金                                                    | 銀                                                    | 銅                                            |
| --------------------- | ----------------------------------------------------- | ----------------------------------------------------- | --------------------------------------------- |
| 1900 パリ             | フレデリック・レーン オーストラリア (AUS)             | ゾルタン・ハルマイ ハンガリー (HUN)                   | カール・ルベール オーストリア (AUT)           |
| 1904-1964             | 実施せず                                              | 実施せず                                              | 実施せず                                      |
| 1968 メキシコシティ   | マイク・ウェンデン オーストラリア (AUS)               | ドン・ショランダー アメリカ合衆国 (USA)               | ジョン・ネルソン アメリカ合衆国 (USA)         |
| 1972 ミュンヘン       | マーク・スピッツ アメリカ合衆国 (USA)                 | スティーブン・ジェンター アメリカ合衆国 (USA)         | ヴェルナー・ランペ 西ドイツ (FRG)             |
| 1976 モントリオール   | ブルース・ファーニス アメリカ合衆国 (USA)             | ジョン・ネーバー アメリカ合衆国 (USA)                 | ジム・モンゴメリ アメリカ合衆国 (USA)         |
| 1980 モスクワ         | セルゲイ・コプリアコフ ソビエト連邦 (URS)             | アンドレイ・クリロフ ソビエト連邦 (URS)               | グレーム・ブルーアー オーストラリア (AUS)     |
| 1984 ロサンゼルス     | ミヒャエル・グロス 西ドイツ (FRG)                     | マイケル・ヒース アメリカ合衆国 (USA)                 | トーマス・ファーナー 西ドイツ (FRG)           |
| 1988 ソウル           | ダンカン・アームストロング オーストラリア (AUS)       | アンデルス・ホルメルツ スウェーデン (SWE)             | マット・ビオンディ アメリカ合衆国 (USA)       |
| 1992 バルセロナ       | エフゲニー・サドウィ EUN (EUN)                        | アンデルス・ホルメルツ スウェーデン (SWE)             | アンティ・カスビオ フィンランド (FIN)         |
| 1996 アトランタ       | ダニヨン・ローダー ニュージーランド (NZL)             | グスタボ・ボルゲス ブラジル (BRA)                     | ダニエル・コワルスキ オーストラリア (AUS)     |
| 2000 シドニー         | ピーター・ファン・デン・ホーヘンバンド オランダ (NED) | イアン・ソープ オーストラリア (AUS)                   | マッシミリアーノ・ロソリーノ イタリア (ITA)   |
| 2004 アテネ           | イアン・ソープ オーストラリア (AUS)                   | ピーター・ファン・デン・ホーヘンバンド オランダ (NED) | マイケル・フェルプス アメリカ合衆国 (USA)     |
| 2008 北京             | マイケル・フェルプス アメリカ合衆国 (USA)             | 朴泰桓 韓国 (KOR)                                     | ピーター・バンダーカーイ アメリカ合衆国 (USA) |
| 2012 ロンドン         | ヤニック・アニエル フランス (FRA)                     | 朴泰桓 韓国 (KOR)                                     | 該当者なし                                    |
| 2012 ロンドン         | ヤニック・アニエル フランス (FRA)                     | 孫楊 中国 (CHN)                                       | 該当者なし                                    |
| 2016 リオデジャネイロ | 孫楊 中国 (CHN)                                       | チャド・ルクロ 南アフリカ (RSA)                       | コナー・ドワイヤー アメリカ合衆国 (USA)       |
| 2020 東京             | トム・ディーン イギリス (GBR)                         | ダンカン・スコット イギリス (GBR)                     | フェルナンド・シェフェル ブラジル (BRA)       |

### 400m自由形
| 大会名                | 金                                            | 銀                                                | 銅                                              |
| --------------------- | --------------------------------------------- | ------------------------------------------------- | ----------------------------------------------- |
| 1908 ロンドン         | ヘンリー・テイラー イギリス (GBR)             | フランク・ボールペール オーストララシア (ANZ)     | オットー・シェフ オーストリア (AUT)             |
| 1912 ストックホルム   | ジョージ・ホジソン カナダ (CAN)               | ジャック・ハットフィールド イギリス (GBR)         | ハロルド・ハードウィック オーストララシア (ANZ) |
| 1920 アントワープ     | ノーマン・ロス アメリカ合衆国 (USA)           | ルディ・ランガー アメリカ合衆国 (USA)             | ジョルジュ・ヴェルノー カナダ (CAN)             |
| 1924 パリ             | ジョニー・ワイズミュラー アメリカ合衆国 (USA) | アーネ・ボルグ スウェーデン (SWE)                 | アンドリュー・チャールトン オーストラリア (AUS) |
| 1928 アムステルダム   | アルベルト・ソリーリャ アルゼンチン (ARG)     | アンドリュー・チャールトン オーストラリア (AUS)   | アーネ・ボルグ スウェーデン (SWE)               |
| 1932 ロサンゼルス     | バスター・クラッベ アメリカ合衆国 (USA)       | ジャン・タリス フランス (FRA)                     | 大横田勉 日本 (JPN)                             |
| 1936 ベルリン         | ジャック・メディカ アメリカ合衆国 (USA)       | 鵜藤俊平 日本 (JPN)                               | 牧野正蔵 日本 (JPN)                             |
| 1948 ロンドン         | ウィリアム・スミス アメリカ合衆国 (USA)       | ジェームス・マクレーン アメリカ合衆国 (USA)       | ジョン・マーシャル オーストラリア (AUS)         |
| 1952 ヘルシンキ       | ジャン・ボワトー フランス (FRA)               | フォード・コンノ アメリカ合衆国 (USA)             | パー＝オロフ・オストランド スウェーデン (SWE)   |
| 1956 メルボルン       | マレー・ローズ オーストラリア (AUS)           | 山中毅 日本 (JPN)                                 | ジョージ・ブリーン アメリカ合衆国 (USA)         |
| 1960 ローマ           | マレー・ローズ オーストラリア (AUS)           | 山中毅 日本 (JPN)                                 | ジョン・コンラッズ オーストラリア (AUS)         |
| 1964 東京             | ドン・ショランダー アメリカ合衆国 (USA)       | フランク・ヴィーガント 東西統一ドイツ (EUA)       | アラン・ウッド オーストラリア (AUS)             |
| 1968 メキシコシティ   | マイク・バートン アメリカ合衆国 (USA)         | ラルフ・ハットン カナダ (CAN)                     | アラン・モスコーニ フランス (FRA)               |
| 1972 ミュンヘン       | ブラッド・クーパー オーストラリア (AUS)       | スティーブン・ジェンター アメリカ合衆国 (USA)     | トム・マクブリーン アメリカ合衆国 (USA)         |
| 1976 モントリオール   | ブライアン・グッデル アメリカ合衆国 (USA)     | ティム・ショー アメリカ合衆国 (USA)               | ウラジミール・ラスカトフ ソビエト連邦 (URS)     |
| 1980 モスクワ         | ウラジミール・サルニコフ ソビエト連邦 (URS)   | アンドレイ・クリロフ ソビエト連邦 (URS)           | イヴァー・ストゥコルキン ソビエト連邦 (URS)     |
| 1984 ロサンゼルス     | ジョージ・ディカーロ アメリカ合衆国 (USA)     | ジョン・マイカネン アメリカ合衆国 (USA)           | ジャスティン・レンベルク オーストラリア (AUS)   |
| 1988 ソウル           | ウベ・ダスラー 東ドイツ (GDR)                 | ダンカン・アームストロング オーストラリア (AUS)   | アルトゥール・ヴォイダット ポーランド (POL)     |
| 1992 バルセロナ       | エフゲニー・サドウィ EUN (EUN)                | キーレン・パーキンス オーストラリア (AUS)         | アンデルス・ホルメルツ スウェーデン (SWE)       |
| 1996 アトランタ       | ダニヨン・ローダー ニュージーランド (NZL)     | ポール・パーマー イギリス (GBR)                   | ダニエル・コワルスキ オーストラリア (AUS)       |
| 2000 シドニー         | イアン・ソープ オーストラリア (AUS)           | マッシミリアーノ・ロソリーノ イタリア (ITA)       | クリート・ケラー アメリカ合衆国 (USA)           |
| 2004 アテネ           | イアン・ソープ オーストラリア (AUS)           | グラント・ハケット オーストラリア (AUS)           | クリート・ケラー アメリカ合衆国 (USA)           |
| 2008 北京             | 朴泰桓 韓国 (KOR)                             | 張琳 中国 (CHN)                                   | ラーセン・ジェンセン アメリカ合衆国 (USA)       |
| 2012 ロンドン         | 孫楊 中国 (CHN)                               | 朴泰桓 韓国 (KOR)                                 | ピーター・バンダーカーイ アメリカ合衆国 (USA)   |
| 2016 リオデジャネイロ | マック・ホートン オーストラリア (AUS)         | 孫楊 中国 (CHN)                                   | ガブリエレ・デッティ イタリア (ITA)             |
| 2020 東京             | アハメド・ハフナウーイ チュニジア (TUN)       | ジャックアラン・マクラフリン オーストラリア (AUS) | キーラン・スミス アメリカ合衆国 (USA)           |

### 800m自由形
| 大会名    | 金                                      | 銀                                        | 銅                                      |
| --------- | --------------------------------------- | ----------------------------------------- | --------------------------------------- |
| 2020 東京 | ロバート・フィンケ アメリカ合衆国 (USA) | グレゴリオ・パルトリニエリ イタリア (ITA) | ミハイロ・ロマンチュク ウクライナ (UKR) |

### 1500m自由形
| 大会名                | 金                                              | 銀                                              | 銅                                              |
| --------------------- | ----------------------------------------------- | ----------------------------------------------- | ----------------------------------------------- |
| 1908 ロンドン         | ヘンリー・テイラー イギリス (GBR)               | トーマス・バタースビー イギリス (GBR)           | フランク・ボールペール オーストララシア (ANZ)   |
| 1912 ストックホルム   | ジョージ・ホジソン カナダ (CAN)                 | ジャック・ハットフィールド イギリス (GBR)       | ハロルド・ハードウィック オーストララシア (ANZ) |
| 1920 アントワープ     | ノーマン・ロス アメリカ合衆国 (USA)             | ジョルジュ・ヴェルノー カナダ (CAN)             | フランク・ボールペール オーストラリア (AUS)     |
| 1924 パリ             | アンドリュー・チャールトン オーストラリア (AUS) | アーネ・ボルグ スウェーデン (SWE)               | フランク・ボールペール オーストラリア (AUS)     |
| 1928 アムステルダム   | アーネ・ボルグ スウェーデン (SWE)               | アンドリュー・チャールトン オーストラリア (AUS) | バスター・クラブ アメリカ合衆国 (USA)           |
| 1932 ロサンゼルス     | 北村久寿雄 日本 (JPN)                           | 牧野正蔵 日本 (JPN)                             | ジェームス・クリスティ アメリカ合衆国 (USA)     |
| 1936 ベルリン         | 寺田登 日本 (JPN)                               | ジャック・メディカ アメリカ合衆国 (USA)         | 鵜藤俊平 日本 (JPN)                             |
| 1948 ロンドン         | ジェームス・マクレーン アメリカ合衆国 (USA)     | ジョン・マーシャル オーストラリア (AUS)         | ミトロー・ジェルジ ハンガリー (HUN)             |
| 1952 ヘルシンキ       | フォード・コンノ アメリカ合衆国 (USA)           | 橋爪四郎 日本 (JPN)                             | テツオ・オカモト ブラジル (BRA)                 |
| 1956 メルボルン       | マレー・ローズ オーストラリア (AUS)             | 山中毅 日本 (JPN)                               | ジョージ・ブリーン アメリカ合衆国 (USA)         |
| 1960 ローマ           | ジョン・コンラッズ オーストラリア (AUS)         | マレー・ローズ オーストラリア (AUS)             | ジョージ・ブリーン アメリカ合衆国 (USA)         |
| 1964 東京             | ロバート・ウィンドル オーストラリア (AUS)       | ジョン・ネルソン アメリカ合衆国 (USA)           | アラン・ウッド オーストラリア (AUS)             |
| 1968 メキシコシティ   | マイク・バートン アメリカ合衆国 (USA)           | ジョン・キンゼラ アメリカ合衆国 (USA)           | グレッグ・ブロフ オーストラリア (AUS)           |
| 1972 ミュンヘン       | マイク・バートン アメリカ合衆国 (USA)           | グラハム・ウィンデット オーストラリア (AUS)     | ダグラス・ノースウェイ アメリカ合衆国 (USA)     |
| 1976 モントリオール   | ブライアン・グッデル アメリカ合衆国 (USA)       | ボビー・ハケット アメリカ合衆国 (USA)           | ステファン・ホーランド オーストラリア (AUS)     |
| 1980 モスクワ         | ウラジミール・サルニコフ ソビエト連邦 (URS)     | アレクサンドル・チャエフ ソビエト連邦 (URS)     | マックス・メッツカー オーストラリア (AUS)       |
| 1984 ロサンゼルス     | マイク・オブライエン アメリカ合衆国 (USA)       | ジョージ・ディカーロ アメリカ合衆国 (USA)       | シュテファン・ファイファー 西ドイツ (FRG)       |
| 1988 ソウル           | ウラジミール・サルニコフ ソビエト連邦 (URS)     | シュテファン・ファイファー 西ドイツ (FRG)       | ウベ・ダスラー 東ドイツ (GDR)                   |
| 1992 バルセロナ       | キーレン・パーキンス オーストラリア (AUS)       | グレン・ハウスマン オーストラリア (AUS)         | ヨルク・ホフマン ドイツ (GER)                   |
| 1996 アトランタ       | キーレン・パーキンス オーストラリア (AUS)       | ダニエル・コワルスキ オーストラリア (AUS)       | グレーム・スミス イギリス (GBR)                 |
| 2000 シドニー         | グラント・ハケット オーストラリア (AUS)         | キーレン・パーキンス オーストラリア (AUS)       | クリス・トンプソン アメリカ合衆国 (USA)         |
| 2004 アテネ           | グラント・ハケット オーストラリア (AUS)         | ラーセン・ジェンセン アメリカ合衆国 (USA)       | デビット・デービス イギリス (GBR)               |
| 2008 北京             | ウサマ・メルーリ チュニジア (TUN)               | グラント・ハケット オーストラリア (AUS)         | ライアン・コクラン カナダ (CAN)                 |
| 2012 ロンドン         | 孫楊 中国 (CHN)                                 | ライアン・コクラン カナダ (CAN)                 | ウサマ・メルーリ トルコ (TUR)                   |
| 2016 リオデジャネイロ | グレゴリオ・パルトリニエリ イタリア (ITA)       | コナー・イエーガー アメリカ合衆国 (USA)         | ガブリエレ・デッティ イタリア (ITA)             |
| 2020 東京             | ロバート・フィンケ アメリカ合衆国 (USA)         | ミハイロ・ロマンチュク ウクライナ (UKR)         | フロリアン・ウェルブロック ドイツ (GER)         |

### 100m背泳ぎ
| 大会名                | 金                                            | 銀                                              | 銅                                          |
| --------------------- | --------------------------------------------- | ----------------------------------------------- | ------------------------------------------- |
| 1908 ロンドン         | アルノー・ビーベルシュテイン ドイツ (GER)     | ルズヴィ・ダム デンマーク (DEN)                 | ハーバート・ヘアズナップ イギリス (GBR)     |
| 1912 ストックホルム   | ハリー・ヘブナー アメリカ合衆国 (USA)         | オットー・ファール ドイツ (GER)                 | パウル・ケルナー ドイツ (GER)               |
| 1920 アントワープ     | ウォーレン・ケアロハ アメリカ合衆国 (USA)     | レイ・ケジェリス アメリカ合衆国 (USA)           | ジェラール・ブリッツ ベルギー (BEL)         |
| 1924 パリ             | ウォーレン・ケアロハ アメリカ合衆国 (USA)     | ポール・ワイアット アメリカ合衆国 (USA)         | バルタ・カーロイ ハンガリー (HUN)           |
| 1928 アムステルダム   | ジョージ・コジャック アメリカ合衆国 (USA)     | ウォルター・ラウファー アメリカ合衆国 (USA)     | ポール・ワイアット アメリカ合衆国 (USA)     |
| 1932 ロサンゼルス     | 清川正二 日本 (JPN)                           | 入江稔夫 日本 (JPN)                             | 河津憲太郎 日本 (JPN)                       |
| 1936 ベルリン         | アドルフ・キーファー アメリカ合衆国 (USA)     | アルバート・バンデウェー アメリカ合衆国 (USA)   | 清川正二 日本 (JPN)                         |
| 1948 ロンドン         | アレン・スタック アメリカ合衆国 (USA)         | ロバート・コーウェル アメリカ合衆国 (USA)       | ジョルジュ・ヴァルレー フランス (FRA)       |
| 1952 ヘルシンキ       | ヨシノブ・オヤカワ アメリカ合衆国 (USA)       | ジルベール・ボゾン フランス (FRA)               | ジャック・テイラー アメリカ合衆国 (USA)     |
| 1956 メルボルン       | デビッド・タイル オーストラリア (AUS)         | ジョン・モンクトン オーストラリア (AUS)         | フランク・マッキニー アメリカ合衆国 (USA)   |
| 1960 ローマ           | デビッド・タイル オーストラリア (AUS)         | フランク・マッキニー アメリカ合衆国 (USA)       | ロバート・ベネット アメリカ合衆国 (USA)     |
| 1964 東京             | 実施せず                                      | 実施せず                                        | 実施せず                                    |
| 1968 メキシコシティ   | ローラント・マッテス 東ドイツ (GDR)           | チャールズ・ヒックコックス アメリカ合衆国 (USA) | ロン・ミルズ アメリカ合衆国 (USA)           |
| 1972 ミュンヘン       | ローラント・マッテス 東ドイツ (GDR)           | マイク・スタム アメリカ合衆国 (USA)             | ジョン・マーフィー アメリカ合衆国 (USA)     |
| 1976 モントリオール   | ジョン・ネーバー アメリカ合衆国 (USA)         | ピーター・ロッカ アメリカ合衆国 (USA)           | ローラント・マッテス 東ドイツ (GDR)         |
| 1980 モスクワ         | ベングト・バロン スウェーデン (SWE)           | ビクトル・クズネツォフ ソビエト連邦 (URS)       | ウラジミール・ドルゴフ ソビエト連邦 (URS)   |
| 1984 ロサンゼルス     | リック・キャリー アメリカ合衆国 (USA)         | デイブ・ウィルソン アメリカ合衆国 (USA)         | マイク・ウェスト カナダ (CAN)               |
| 1988 ソウル           | 鈴木大地 日本 (JPN)                           | デビッド・バーコフ アメリカ合衆国 (USA)         | イゴール・ポリャンスキー ソビエト連邦 (URS) |
| 1992 バルセロナ       | マーク・テュークスバリー カナダ (CAN)         | ジェフ・ラウズ アメリカ合衆国 (USA)             | デビッド・バーコフ アメリカ合衆国 (USA)     |
| 1996 アトランタ       | ジェフ・ラウズ アメリカ合衆国 (USA)           | ロドルフォ・ファルコン キューバ (CUB)           | ナイセル・ベント キューバ (CUB)             |
| 2000 シドニー         | レニー・クレイゼルバーグ アメリカ合衆国 (USA) | マット・ウェルシュ オーストラリア (AUS)         | シュテフ・テローケ ドイツ (GER)             |
| 2004 アテネ           | アーロン・ピアソル アメリカ合衆国 (USA)       | マルクス・ローガン オーストリア (AUT)           | 森田智己 日本 (JPN)                         |
| 2008 北京             | アーロン・ピアソル アメリカ合衆国 (USA)       | マシュー・グレイバーズ アメリカ合衆国 (USA)     | アルカディ・ビャチャニン ロシア (RUS)       |
| 2008 北京             | アーロン・ピアソル アメリカ合衆国 (USA)       | マシュー・グレイバーズ アメリカ合衆国 (USA)     | ハイデン・ストッケル オーストラリア (AUS)   |
| 2012 ロンドン         | マシュー・グレイバーズ アメリカ合衆国 (USA)   | ニコラス・トーマン アメリカ合衆国 (USA)         | 入江陵介 日本 (JPN)                         |
| 2016 リオデジャネイロ | ライアン・マーフィー アメリカ合衆国 (USA)     | 徐嘉余 中国 (CHN)                               | デイビット・プラマー アメリカ合衆国 (USA)   |
| 2020 東京             | エフゲニー・リロフ ROC (ROC)                  | クリメント・コレスニコフ ROC (ROC)              | ライアン・マーフィー アメリカ合衆国 (USA)   |

### 200m背泳ぎ
| 大会名                | 金                                                | 銀                                          | 銅                                          |
| --------------------- | ------------------------------------------------- | ------------------------------------------- | ------------------------------------------- |
| 1900 パリ             | エルンスト・ホッペンベルク ドイツ (GER)           | カール・ルベール オーストリア (AUT)         | ヨハンズ・ドロスト オランダ (NED)           |
| 1904-1960             | 実施せず                                          | 実施せず                                    | 実施せず                                    |
| 1964 東京             | ジェド・グラエフ アメリカ合衆国 (USA)             | ゲイリー・ディリー アメリカ合衆国 (USA)     | ロバート・ベネット アメリカ合衆国 (USA)     |
| 1968 メキシコシティ   | ローラント・マッテス 東ドイツ (GDR)               | ミッチェル・アイビー アメリカ合衆国 (USA)   | ジャック・ホーズリー アメリカ合衆国 (USA)   |
| 1972 ミュンヘン       | ローラント・マッテス 東ドイツ (GDR)               | マイク・スタム アメリカ合衆国 (USA)         | ミッチェル・アイビー アメリカ合衆国 (USA)   |
| 1976 モントリオール   | ジョン・ネーバー アメリカ合衆国 (USA)             | ピーター・ロッカ アメリカ合衆国 (USA)       | ダン・ハリガン アメリカ合衆国 (USA)         |
| 1980 モスクワ         | ウラダール・シャンドール ハンガリー (HUN)         | ゾルターン・ベラストー ハンガリー (HUN)     | マーク・ケリー オーストラリア (AUS)         |
| 1984 ロサンゼルス     | リック・キャリー アメリカ合衆国 (USA)             | フレデリック・デルクール フランス (FRA)     | キャメロン・ヘニング カナダ (CAN)           |
| 1988 ソウル           | イゴール・ポリャンスキー ソビエト連邦 (URS)       | フランク・バルトラッシュ 東ドイツ (GDR)     | ポール・キングスマン ニュージーランド (NZL) |
| 1992 バルセロナ       | マルティン・ロペス＝ズベロ スペイン (ESP)         | ウラジミール・セルコフ EUN (EUN)            | ステファノ・バティステリ イタリア (ITA)     |
| 1996 アトランタ       | ブラッド・ブリッジウォーター アメリカ合衆国 (USA) | トリップ・シュウェンク アメリカ合衆国 (USA) | エマヌエーレ・メリージ イタリア (ITA)       |
| 2000 シドニー         | レニー・クレイゼルバーグ アメリカ合衆国 (USA)     | アーロン・ピアソル アメリカ合衆国 (USA)     | マット・ウェルシュ オーストラリア (AUS)     |
| 2004 アテネ           | アーロン・ピアソル アメリカ合衆国 (USA)           | マルクス・ローガン オーストリア (AUT)       | ラズバン・フロレア ルーマニア (ROM)         |
| 2008 北京             | ライアン・ロクテ アメリカ合衆国 (USA)             | アーロン・ピアソル アメリカ合衆国 (USA)     | アルカディ・ビャチャニン ロシア (RUS)       |
| 2012 ロンドン         | タイラー・クラリー アメリカ合衆国 (USA)           | 入江陵介 日本 (JPN)                         | ライアン・ロクテ アメリカ合衆国 (USA)       |
| 2016 リオデジャネイロ | ライアン・マーフィー アメリカ合衆国 (USA)         | ミッチ・ラーキン オーストラリア (AUS)       | エフゲニー・リロフ ロシア (RUS)             |
| 2020 東京             | エフゲニー・リロフ ROC (ROC)                      | ライアン・マーフィー アメリカ合衆国 (USA)   | ルーク・グリーンバンク イギリス (GBR)       |

### 100m平泳ぎ
| 大会名                | 金                                              | 銀                                                | 銅                                            |
| --------------------- | ----------------------------------------------- | ------------------------------------------------- | --------------------------------------------- |
| 1968 メキシコシティ   | ドン・マッケンジー アメリカ合衆国 (USA)         | ウラジミール・コシンスキー ソビエト連邦 (URS)     | ニコライ・パンキン ソビエト連邦 (URS)         |
| 1972 ミュンヘン       | 田口信教 日本 (JPN)                             | トム・ブルース アメリカ合衆国 (USA)               | ジョン・ヘンケン アメリカ合衆国 (USA)         |
| 1976 モントリオール   | ジョン・ヘンケン アメリカ合衆国 (USA)           | デビット・ウィルキー イギリス (GBR)               | アルビダス・ヨーザイティス ソビエト連邦 (URS) |
| 1980 モスクワ         | ダンカン・グッドヒュー イギリス (GBR)           | アルセンス・ミスカロフス ソビエト連邦 (URS)       | ピーター・エバンス オーストラリア (AUS)       |
| 1984 ロサンゼルス     | スティーブ・ルンドクイスト アメリカ合衆国 (USA) | ビクター・デービス カナダ (CAN)                   | ピーター・エバンス オーストラリア (AUS)       |
| 1988 ソウル           | エイドリアン・ムーアハウス イギリス (GBR)       | カロリー・ギュトレル ハンガリー (HUN)             | ディミトリー・ボルコフ ソビエト連邦 (URS)     |
| 1992 バルセロナ       | ネルソン・ディーベル アメリカ合衆国 (USA)       | ノルベルト・ロージャ ハンガリー (HUN)             | フィル・ロジャース オーストラリア (AUS)       |
| 1996 アトランタ       | フレデリック・デブルフグラエブ ベルギー (BEL)   | ジェレミー・リン アメリカ合衆国 (USA)             | マーク・ヴァルネッケ ドイツ (GER)             |
| 2000 シドニー         | ドメニコ・フィオラバンティ イタリア (ITA)       | エド・モーゼス アメリカ合衆国 (USA)               | ロマン・スロードノフ ロシア (RUS)             |
| 2004 アテネ           | 北島康介 日本 (JPN)                             | ブレンダン・ハンセン アメリカ合衆国 (USA)         | ユーグ・デュボス フランス (FRA)               |
| 2008 北京             | 北島康介 日本 (JPN)                             | アレクサンドル・ダーレ・オーエン ノルウェー (NOR) | ユーグ・デュボス フランス (FRA)               |
| 2012 ロンドン         | キャメロン・ファンデルバーグ 南アフリカ (RSA)   | クリスチャン・スプレンガー オーストラリア (AUS)   | ブレンダン・ハンセン アメリカ合衆国 (USA)     |
| 2016 リオデジャネイロ | アダム・ピーティー イギリス (GBR)               | キャメロン・ファンデルバーグ 南アフリカ (RSA)     | コーディー・ミラー アメリカ合衆国 (USA)       |
| 2020 東京             | アダム・ピーティー イギリス (GBR)               | アルノ・カミンハ オランダ (NED)                   | ニコロ・マルティネンギ イタリア (ITA)         |

### 100mバタフライ
| 大会名                | 金                                        | 銀                                        | 銅                                                  |
| --------------------- | ----------------------------------------- | ----------------------------------------- | --------------------------------------------------- |
| 1968 メキシコシティ   | ダグ・ラッセル アメリカ合衆国 (USA)       | マーク・スピッツ アメリカ合衆国 (USA)     | ロス・ウェールズ アメリカ合衆国 (USA)               |
| 1972 ミュンヘン       | マーク・スピッツ アメリカ合衆国 (USA)     | ブルース・ロバートソン カナダ (CAN)       | ジェリー・ハイデンライヒ アメリカ合衆国 (USA)       |
| 1976 モントリオール   | マット・ヴォーゲル アメリカ合衆国 (USA)   | ジョー・ボトム アメリカ合衆国 (USA)       | ゲーリー・ホール・シニア アメリカ合衆国 (USA)       |
| 1980 モスクワ         | パル・アルビドソン スウェーデン (SWE)     | ロガー・ピッテル 東ドイツ (GDR)           | ダビド・ロペス＝スベロ スペイン (ESP)               |
| 1984 ロサンゼルス     | ミヒャエル・グロス 西ドイツ (FRG)         | パブロ・モラレス アメリカ合衆国 (USA)     | グレン・ブキャナン オーストラリア (AUS)             |
| 1988 ソウル           | アンソニー・ネスティ スリナム (SUR)       | マット・ビオンディ アメリカ合衆国 (USA)   | アンディ・ジェイムソン イギリス (GBR)               |
| 1992 バルセロナ       | パブロ・モラレス アメリカ合衆国 (USA)     | ラファル・シュカラ ポーランド (POL)       | アンソニー・ネスティ スリナム (SUR)                 |
| 1996 アトランタ       | デニス・パンクラトフ ロシア (RUS)         | スコット・ミラー オーストラリア (AUS)     | ウラジスラフ・クリコフ ロシア (RUS)                 |
| 2000 シドニー         | ラーシュ・フレランダー スウェーデン (SWE) | マイケル・クリム オーストラリア (AUS)     | ジェフ・ヒューギル オーストラリア (AUS)             |
| 2004 アテネ           | マイケル・フェルプス アメリカ合衆国 (USA) | イアン・クロッカー アメリカ合衆国 (USA)   | アンドリー・セルジノフ ウクライナ (UKR)             |
| 2008 北京             | マイケル・フェルプス アメリカ合衆国 (USA) | ミロラド・カビッチ セルビア (SRB)         | アンドリュー・ローターステイン オーストラリア (AUS) |
| 2012 ロンドン         | マイケル・フェルプス アメリカ合衆国 (USA) | チャド・レクロ 南アフリカ (RSA)           | 該当者なし                                          |
| 2012 ロンドン         | マイケル・フェルプス アメリカ合衆国 (USA) | エフゲニー・コロチシュキン ロシア (RUS)   | 該当者なし                                          |
| 2016 リオデジャネイロ | ジョセフ・スクーリング シンガポール (SIN) | チェ・ラースロー ハンガリー (HUN)         | 該当者なし                                          |
| 2016 リオデジャネイロ | ジョセフ・スクーリング シンガポール (SIN) | チャド・レクロ 南アフリカ (RSA)           | 該当者なし                                          |
| 2016 リオデジャネイロ | ジョセフ・スクーリング シンガポール (SIN) | マイケル・フェルプス アメリカ合衆国 (USA) | 該当者なし                                          |
| 2020 東京             | ケーレブ・ドレッセル アメリカ合衆国 (USA) | クリストフ・ミラーク ハンガリー (HUN)     | ノエ・ポンティ スイス (SUI)                         |

### 200mバタフライ
| 大会名                | 金                                            | 銀                                            | 銅                                            |
| --------------------- | --------------------------------------------- | --------------------------------------------- | --------------------------------------------- |
| 1956 メルボルン       | ウィリアム・ヨージーック アメリカ合衆国 (USA) | 石本隆 日本 (JPN)                             | ジョルジ・トゥムペク ハンガリー (HUN)         |
| 1960 ローマ           | マイケル・トロイ アメリカ合衆国 (USA)         | ネビル・ヘイズ オーストラリア (AUS)           | デービット・ギランダース アメリカ合衆国 (USA) |
| 1964 東京             | ケビン・ベリー オーストラリア (AUS)           | カール・ロビー アメリカ合衆国 (USA)           | フレッド・シュミット アメリカ合衆国 (USA)     |
| 1968 メキシコシティ   | カール・ロビー アメリカ合衆国 (USA)           | マーティン・ウッドロフ イギリス (GBR)         | ジョン・フェリス アメリカ合衆国 (USA)         |
| 1972 ミュンヘン       | マーク・スピッツ アメリカ合衆国 (USA)         | ゲーリー・ホール・シニア アメリカ合衆国 (USA) | ロビン・バックハウス アメリカ合衆国 (USA)     |
| 1976 モントリオール   | マイク・ブルーナー アメリカ合衆国 (USA)       | スティーブ・グレッグ アメリカ合衆国 (USA)     | ビル・フォレスター アメリカ合衆国 (USA)       |
| 1980 モスクワ         | セルゲイ・フェセンコ ソビエト連邦 (URS)       | フィリップ・ハッブル イギリス (GBR)           | ロガー・ピッテル 東ドイツ (GDR)               |
| 1984 ロサンゼルス     | ジョン・シーベン オーストラリア (AUS)         | ミヒャエル・グロス 西ドイツ (FRG)             | ラファエル・ビダル ベネズエラ (VEN)           |
| 1988 ソウル           | ミヒャエル・グロス 西ドイツ (FRG)             | ベニー・ニールセン デンマーク (DEN)           | アンソニー・モス ニュージーランド (NZL)       |
| 1992 バルセロナ       | メルビン・スチュワート アメリカ合衆国 (USA)   | ダニヨン・ローダー ニュージーランド (NZL)     | フランク・エスポジット フランス (FRA)         |
| 1996 アトランタ       | デニス・パンクラトフ ロシア (RUS)             | トム・マルチョー アメリカ合衆国 (USA)         | スコット・グッドマン オーストラリア (AUS)     |
| 2000 シドニー         | トム・マルチョー アメリカ合衆国 (USA)         | デニス・シランティエフ ウクライナ (UKR)       | ジャスティン・ノリス オーストラリア (AUS)     |
| 2004 アテネ           | マイケル・フェルプス アメリカ合衆国 (USA)     | 山本貴司 日本 (JPN)                           | ステファン・パリー イギリス (GBR)             |
| 2008 北京             | マイケル・フェルプス アメリカ合衆国 (USA)     | チェ・ラースロー ハンガリー (HUN)             | 松田丈志 日本 (JPN)                           |
| 2012 ロンドン         | チャド・ルクロス 南アフリカ (RSA)             | マイケル・フェルプス アメリカ合衆国 (USA)     | 松田丈志 日本 (JPN)                           |
| 2016 リオデジャネイロ | マイケル・フェルプス アメリカ合衆国 (USA)     | 坂井聖人 日本 (JPN)                           | ケンデレシ・タマーシュ ハンガリー (HUN)       |
| 2020 東京             | クリストフ・ミラーク ハンガリー (HUN)         | 本多灯 日本 (JPN)                             | フェデリコ・ブルディソ イタリア (ITA)         |

### 200m個人メドレー
| 大会名                | 金                                              | 銀                                          | 銅                                          |
| --------------------- | ----------------------------------------------- | ------------------------------------------- | ------------------------------------------- |
| 1968 メキシコシティ   | チャールズ・ヒックコックス アメリカ合衆国 (USA) | グレッグ・バッキンガム アメリカ合衆国 (USA) | ジョン・フェリス アメリカ合衆国 (USA)       |
| 1972 ミュンヘン       | グンナル・ラーション スウェーデン (SWE)         | ティム・マッキー アメリカ合衆国 (USA)       | スティーブ・ファーニス アメリカ合衆国 (USA) |
| 1976-1980             | 実施せず                                        | 実施せず                                    | 実施せず                                    |
| 1984 ロサンゼルス     | アレックス・バウマン カナダ (CAN)               | パブロ・モラレス アメリカ合衆国 (USA)       | ニール・コクラン イギリス (GBR)             |
| 1988 ソウル           | タマス・ダルニュイ ハンガリー (HUN)             | パトリック・キュール 東ドイツ (GDR)         | ワディム・ヤロシチュク ソビエト連邦 (URS)   |
| 1992 バルセロナ       | タマス・ダルニュイ ハンガリー (HUN)             | グレッグ・バージェス アメリカ合衆国 (USA)   | アッティラ・ツェネ ハンガリー (HUN)         |
| 1996 アトランタ       | アッティラ・ツェネ ハンガリー (HUN)             | ヤニ・シービネン フィンランド (FIN)         | カーティス・ミーデン カナダ (CAN)           |
| 2000 シドニー         | マッシミリアーノ・ロソリーノ イタリア (ITA)     | トム・ドーラン アメリカ合衆国 (USA)         | トム・ウィルケンズ アメリカ合衆国 (USA)     |
| 2004 アテネ           | マイケル・フェルプス アメリカ合衆国 (USA)       | ライアン・ロクテ アメリカ合衆国 (USA)       | ジョージ・ボベル トリニダード・トバゴ (TRI) |
| 2008 北京             | マイケル・フェルプス アメリカ合衆国 (USA)       | チェ・ラースロー ハンガリー (HUN)           | ライアン・ロクテ アメリカ合衆国 (USA)       |
| 2012 ロンドン         | マイケル・フェルプス アメリカ合衆国 (USA)       | ライアン・ロクテ アメリカ合衆国 (USA)       | チェ・ラースロー ハンガリー (HUN)           |
| 2016 リオデジャネイロ | マイケル・フェルプス アメリカ合衆国 (USA)       | 萩野公介 日本 (JPN)                         | 汪順 中国 (CHN)                             |
| 2020 東京             | 汪順 中国 (CHN)                                 | ダンカン・スコット イギリス (GBR)           | ジェレミ・デプランシュ スイス (SUI)         |

### 400m個人メドレー
| 大会名                | 金                                              | 銀                                            | 銅                                          |
| --------------------- | ----------------------------------------------- | --------------------------------------------- | ------------------------------------------- |
| 1964 東京             | ディック・ロス アメリカ合衆国 (USA)             | ロイ・サーリ アメリカ合衆国 (USA)             | ゲルハルト・ヘッツ 東西統一ドイツ (EUA)     |
| 1968 メキシコシティ   | チャールズ・ヒックコックス アメリカ合衆国 (USA) | ゲーリー・ホール・シニア アメリカ合衆国 (USA) | ミハエル・ホルトハウス 西ドイツ (FRG)       |
| 1972 ミュンヘン       | グンナル・ラーション スウェーデン (SWE)         | ティム・マッキー アメリカ合衆国 (USA)         | アンドラーシュ・ハルギタイ ハンガリー (HUN) |
| 1976 モントリオール   | ロッド・ストラチャン アメリカ合衆国 (USA)       | ティム・マッキー アメリカ合衆国 (USA)         | アンドレイ・スミルノフ ソビエト連邦 (URS)   |
| 1980 モスクワ         | アレクサンドル・シドレンコ ソビエト連邦 (URS)   | セルゲイ・フェセンコ ソビエト連邦 (URS)       | ゾルターン・ベラストー ハンガリー (HUN)     |
| 1984 ロサンゼルス     | アレックス・バウマン カナダ (CAN)               | リカルド・プラド ブラジル (BRA)               | ロブ・ウッドハウス オーストラリア (AUS)     |
| 1988 ソウル           | タマス・ダルニュイ ハンガリー (HUN)             | デビッド・ワートン アメリカ合衆国 (USA)       | ステファノ・バティステッリ イタリア (ITA)   |
| 1992 バルセロナ       | タマス・ダルニュイ ハンガリー (HUN)             | エリック・ネームスニック アメリカ合衆国 (USA) | ルカ・サッキ イタリア (ITA)                 |
| 1996 アトランタ       | トム・ドーラン アメリカ合衆国 (USA)             | エリック・ネームスニック アメリカ合衆国 (USA) | カーティス・ミーデン カナダ (CAN)           |
| 2000 シドニー         | トム・ドーラン アメリカ合衆国 (USA)             | エリク・ベント アメリカ合衆国 (USA)           | カーティス・ミーデン カナダ (CAN)           |
| 2004 アテネ           | マイケル・フェルプス アメリカ合衆国 (USA)       | エリク・ベント アメリカ合衆国 (USA)           | チェ・ラースロー ハンガリー (HUN)           |
| 2008 北京             | マイケル・フェルプス アメリカ合衆国 (USA)       | チェ・ラースロー ハンガリー (HUN)             | ライアン・ロクテ アメリカ合衆国 (USA)       |
| 2012 ロンドン         | ライアン・ロクテ アメリカ合衆国 (USA)           | ティアゴ・ペレイラ ブラジル (BRA)             | 萩野公介 日本 (JPN)                         |
| 2016 リオデジャネイロ | 萩野公介 日本 (JPN)                             | チェイス・カリッシュ アメリカ合衆国 (USA)     | 瀬戸大也 日本 (JPN)                         |
| 2020 東京             | チェイス・カリッシュ アメリカ合衆国 (USA)       | ジェイ・リザーランド アメリカ合衆国 (USA)     | ブレンドン・スミス オーストラリア (AUS)     |

### 4 × 100mフリーリレー
| 大会名                | 金 | 銀 | 銅 |
| --------------------- | --- | --- | --- |
| 1964 東京             | アメリカ合衆国 スティーブン・クラーク アミケル・オースティン ゲイリー・イルマン ドン・ショランダー                                                                              | 東西統一ドイツ ホルスト・レフラー フランク・ヴィーガント ウーベ・ヤコブセン ハンス・ヨアヒム・クライン                                                                             | オーストラリア デビッド・ディクソン ピーター・ドーク ジョン・ライアン ボブ・ウィンドル                                                                            |
| 1968 メキシコシティ   | アメリカ合衆国 ザック・ゾーン ステファン・レリッチ マーク・スピッツ ケネス・ウォルシュ                                                                                          | ソビエト連邦 セミヨン・ベリツ＝ゲイマン ヴィクトル・マザノフ ゲオルギ・クリコフ レオニード・イリイチェフ                                                                           | オーストラリア グレッグ・ロジャース ボブ・ウィンドル ロバート・キューザック マイケル・ウェンデン                                                                  |
| 1972 ミュンヘン       | アメリカ合衆国 デビッド・エドガー ジョン・マーフィー ジェリー・ハイデンレイシュ マーク・スピッツ                                                                                | ソビエト連邦 ウラジミール・ブレ ヴィクトル・マザノフ ヴィクトル・アボイモフ イーゴリ・グリエニコフ                                                                                 | 東ドイツ ローラント・マッテス ヴィルフリード・ハルトゥング ペーター・ブルッホ ルッツ・ウンガー                                                                    |
| 1984 ロサンゼルス     | アメリカ合衆国 クリス・キャバノー マイケル・ヒース マット・ビオンディ ロウディ・ゲインズ                                                                                        | オーストラリア グレッグ・ファサラ ニール・ブルックス マイケル・デラニー マーク・ストックウェル                                                                                     | スウェーデン トーマス・レイドストローム ベングト・バロン ミーケル・オルン ペル・ヨハンソン                                                                        |
| 1988 ソウル           | アメリカ合衆国 クリス・ジェイコブス トロイ・ダルビー トム・イェーガー マット・ビオンディ                                                                                        | ソビエト連邦 ゲンナジー・プリゴダ ユーリ・バシカトフ ニコライ・エフセエフ ウラジーミル・トカチェンコ                                                                               | 東ドイツ ダーク・リヒター トーマス・フレミング ラルス・ヒンネブルク シュテフェン・ツェスナー                                                                      |
| 1992 バルセロナ       | アメリカ合衆国 ジョー・ハデポール マット・ビオンディ トム・イェーガー ジョン・オルセン ショーン・ジョーダン ジョエル・トーマス                                                  | EUN パブロ・クニキン ゲンナジー・プリゴダ ユーリ・バシカトフ アレクサンドル・ポポフ ウラジミール・ピシュネンコ ベニアミン・タヤノビッチ                                            | ドイツ クリスティアン・トレガー ダーク・リヒター シュテフェン・ツェスナー マルク・ピンガー アンドレアス・シガト ベングト・ジカルスキー                            |
| 1996 アトランタ       | アメリカ合衆国 ジョン・オルセン ジョシュ・デービス ブラッドリー・シューマッハー ゲーリー・ホール・ジュニア デビッド・フォックス スコット・タッカー                              | ロシア ウラジミール・ピシュネンコ アレクサンドル・ポポフ ロマン・エゴロフ ウラジミール・プレドキン デニス・ピマンコフ                                                              | ドイツ マルク・ピンガー ビョルン・ジカルスキー クリスティアン・トレガー ベングト・ジカルスキー アレクサンドル・リューデリッツ                                     |
| 2000 シドニー         | オーストラリア マイケル・クリム クリス・フィドラー アシュリー・ケラス イアン・ソープ トッド・ピアソン アダム・パイン                                                            | アメリカ合衆国 アンソニー・アービン ニール・ウォーカー ジェイソン・レザク ゲーリー・ホール・ジュニア スコット・タッカー ジョシュ・デービス                                         | ブラジル フェルナンド・シェーラー グスタボ・ボルゲス カルロス・ジェイム エドバルド・バレリオ                                                                      |
| 2004 アテネ           | 南アフリカ ローランド・スクーマン ラインドン・ファーンス ダリアン・タウンゼント リク・ニースリング                                                                              | オランダ ヨハン・ケンクハイス ミチャ・ザストロー クラース＝エリック・ツウェリンク ピーター・ファン・デン・ホーヘンバンド マルク・フェーンス                                        | アメリカ合衆国 イアン・クロッカー マイケル・フェルプス ニール・ウォーカー ジェイソン・レザク ネイト・デューシング ゲーリー・ホール・ジュニア ゲイブ・ウッドワード |
| 2008 北京             | アメリカ合衆国 マイケル・フェルプス ギャレット・ウェーバー カレン・ジョーンズ ジェイソン・レザック ネイサン・エイドリアン ベン・ワイルドマン＝トブライナー マシュー・グレバーズ | フランス アモリ・ルボー ファビアン・ジロ フレデリック・ブスケ アラン・ベルナール グレゴリー・マレー ボリス・スタイメッツ                                                           | オーストラリア イーモン・サリバン アンドリュー・ローターステイン アシュリー・ケラス マット・ターゲット リース・ブロディ パトリック・マーフィー                    |
| 2012 ロンドン         | フランス アモリ・ルボー ファビアン・ジロ クレマン・レフェール ヤニック・アニエル アラン・ベルナール ジェレミー・ストラビウス                                                    | アメリカ合衆国 ネイサン・エイドリアン マイケル・フェルプス カレン・ジョーンズ ライアン・ロクテ ジェームズ・フェイゲン マシュー・グレイバーズ リッキー・ベレンズ ジェイソン・レザク | ロシア アンドレイ・グレチン ニキータ・ロビンツェフ ウラジミール・モロゾフ ダニラ・イゾトフ エフゲニー・ラグノフ セルゲイ・フェシコフ                              |
| 2016 リオデジャネイロ | アメリカ合衆国 ケーレブ・ドレッセル マイケル・フェルプス ライアン・ヘルド ネイサン・エイドリアン ジェームズ・フェイゲン ブレイク・ピエロニ アンソニー・アービン                 | フランス メディ・メテラ ファビアン・ジロ フローラン・マナドゥ ジェレミー・ストラビウス クレマン・ミニョン ウィリアム・メナール                                                     | オーストラリア ジェームス・ロバーツ カイル・チャルマーズ ジェームズ・マグヌッセン キャメロン・マケボイ マシュー・アブード                                         |
| 2020 東京             | アメリカ合衆国 ケーレブ・ドレッセル ブレイク・ピエロニ ボーウェン・ベッカー ザック・アップル ブルックス・カリー                                                                 | イタリア アレッサンドロ・ミレシ トマス・チェッコン ロレンツォ・ザッツェリ マヌエル・フリゴ サント・コンドレリ                                                                      | オーストラリア マシュー・テンプル ザック・インサーティ アレクサンダー・グレアム カイル・チャルマーズ キャメロン・マケボイ                                         |

- 1992年から予選のみに出場の選手にもメダルが授与される

### 4 × 200mフリーリレー
| 大会名                | 金 | 銀 | 銅 |
| --------------------- | --- | --- | --- |
| 1908 ロンドン         | イギリス ジョン・ヘンリー・ダービーシャー ポール・ラドミロービック ウィリアム・フォスター ヘンリー・テイラー                                                  | ハンガリー ヨージェフ・ムンク ザシャール・イムレ ベーラ・ラス・トレス ゾルタン・ハルマイ                                                                    | アメリカ合衆国 ハリー・ヘブナー レオ・グッドウィン チャールス・ダニエルズ レスリー・リッチ                                                             |
| 1912 ストックホルム   | オーストララシア セシル・ヒーリー マルコム・チャンピオン レスリー・ボードマン ハロルド・ハードウィック                                                        | アメリカ合衆国 ケネス・ヒューツォー ハリー・ヘブナー ペリー・マクギリブレー デューク・カハナモク                                                            | イギリス ウィリアム・フォスター トーマス・バッタースビー ジョン・ハットフィールド ヘンリー・テイラー                                                   |
| 1920 アントワープ     | アメリカ合衆国 ペリー・マクギリブレー プア・ケアロハ ノーマン・ロス デューク・カハナモク                                                                      | オーストラリア ヘンリー・ハイ ウィリアム・ヘラルド イヴァン・ステッドマン フランク・ボールペール                                                            | イギリス レスリー・サヴェージ エドワード・パーシヴァル・ピーター ヘンリー・テイラー ハロルド・アニソン                                                 |
| 1924 パリ             | アメリカ合衆国 ウォルター・オコナー ハリー・グランシー ラルフ・ブレイヤー ジョニー・ワイズミュラー                                                            | オーストラリア モーリス・クリスティ エルネスト・ヘンリー フランク・ボールペール アンドリュー・チャールトン                                                  | スウェーデン イェオリ・ヴェルナー オルヴァ・トロル オーケ・ボルグ アーネ・ボルグ                                                                       |
| 1928 アムステルダム   | アメリカ合衆国 オースティン・クラップ ウォルター・ラウファー ジョージ・コジャック ジョニー・ワイズミュラー                                                    | 日本 米山弘 新井信男 佐田徳平 高石勝男 | カナダ マンロー・ボーン ジェームズ・トンプソン ガーネット・オルト ウォルター・スペンス                                                                 |
| 1932 ロサンゼルス     | 日本 宮崎康二 遊佐正憲 横山隆志 豊田久吉 | アメリカ合衆国 フランク・ブース ジョージ・フィスラー メイオラ・カリリ マニュエラ・カリリ                                                                    | ハンガリー アンドラーシュ・ワニー サバドシュ・ラースロー セーケイ・アンドラーシ バーラーニ・イシュトヴァーン                                           |
| 1936 ベルリン         | 日本 遊佐正憲 杉浦重雄 田口正治 新井茂雄 | アメリカ合衆国 ラルフ・フラナガン ジョン・メイシオニス ポール・ウルフ ジャック・メディカ                                                                    | ハンガリー アルパード・レンジェル オスカール・アバイ・ネメシュ エデン・グロフ フェレンツ・シク                                                         |
| 1948 ロンドン         | アメリカ合衆国 ウォルター・リス ジェームス・マクレーン ウォレス・ウルフ ウィリアム・スミス                                                                    | ハンガリー エレメール・サトマリー ミトロー・ジェルジ イムレ・ニェキ ゲーザ・カーダシュ                                                                      | フランス ジョゼフ・ベナード アンリ・パドゥ ルネ・コルニュ アレクサンドレ・ジャニー                                                                     |
| 1952 ヘルシンキ       | アメリカ合衆国 ウェイン・ムーア ウィリアム・ウールジー フォード・コンノ ジェームス・マクレーン                                                                | 日本 鈴木弘 浜口喜博 後藤暢 谷川禎次郎 | フランス ジョゼフ・ベナード アルド・エミネンテ アレクサンドレ・ジャニー ジャン・ボワトー                                                               |
| 1956 メルボルン       | オーストラリア ケヴィン・オハローラン ジョン・デビット マレー・ローズ ジョン・ヘンリックス                                                                    | アメリカ合衆国 リチャード・ハンリー ジョージ・ブリーン ウィリアム・ウールジー フォード・コンノ                                                              | ソビエト連邦 ビタリー・ソロキン ウラジミール・ストルザノフ ゲンナジー・ニコラエフ ボリス・ニキチン                                                     |
| 1960 ローマ           | アメリカ合衆国 ジョージ・ハリソン リチャード・ブリック マイケル・トロイ ジェフリー・ファレル                                                                  | 日本 福井誠 石井宏 山中毅 藤本達夫 | オーストラリア デビッド・ディクソン ジョン・デビット マレー・ローズ ジョン・コンラッズ                                                                 |
| 1964 東京             | アメリカ合衆国 スティーブン・クラーク ロイ・サーリ ゲイリー・イルマン ドン・ショランダー                                                                      | 東西統一ドイツ ホルスト＝ギュンター・グレガー ゲルハルト・ヘッツ フランク・ヴィーガント ハンス・ヨアヒム・クライン                                          | 日本 福井誠 岩崎邦宏 庄司敏夫 岡部幸明 |
| 1968 メキシコシティ   | アメリカ合衆国 ジョン・ネルソン ステファン・レリッチ マーク・スピッツ ドン・ショランダー                                                                      | オーストラリア グレッグ・ロジャース グラハム・ホワイト ボブ・ウィンドル マイケル・ウェンデン                                                                | ソビエト連邦 ウラジミール・ブレ セミヨン・ベリツ＝ゲイマン ゲオルギ・クリコフ レオニード・イリイチェフ                                                 |
| 1972 ミュンヘン       | アメリカ合衆国 ジョン・キンゼラ フレデリック・タイラー スティーブン・ジェンター マーク・スピッツ                                                              | 西ドイツ クラウス・スタインバッハ ヴェルナー・ランペ ハンス・フォッセラー ハンス・ファスナハト                                                              | ソビエト連邦 イゴール・グリエニコフ ヴィクトル・マザノフ ゲオルギ・クリコフ ウラジミール・ブレ                                                         |
| 1976 モントリオール   | アメリカ合衆国 マイク・ブルーナー ブルース・ファーニス ジョン・ネーバー ジム・モンゴメリ                                                                      | ソビエト連邦 ウラジーミル・ラスタコフ アンドレイ・ボグダノフ セルゲイ・コプリアコフ アンドレイ・クリロフ                                                    | イギリス アラン・マクラッチー デイビット・ダン ゴードン・ダウニー ブライアン・ブリンクリー                                                             |
| 1980 モスクワ         | ソビエト連邦 セルゲイ・コプリアコフ ウラジミール・サルニコフ イヴァー・ストゥコルキン アンドレイ・クリロフ                                                    | 東ドイツ フランク・プフッツェ ヨルク・ボイテ デトレフ・グラブス ライナー・スタインバッハ                                                                    | ブラジル ホルヘ・ルッツ・フェルナンデス マルクス・マッティオリ シロ・デルガド ジャン・マドルガ                                                         |
| 1984 ロサンゼルス     | アメリカ合衆国 マイケル・ヒース デビッド・ラーソン ジェフリー・フロート ブルース・ヘイズ                                                                      | 西ドイツ トーマス・ファーナー ダーク・コルトハルス アレクサンドル・シュウォトカ ミヒャエル・グロス                                                          | イギリス ニール・コクラン ポール・イースター ポール・ハウ アンドリュー・アストバリー                                                                   |
| 1988 ソウル           | アメリカ合衆国 トロイ・ダルビー マシュー・セットリンスキー ダグ・ゲルセン マット・ビオンディ                                                                  | 東ドイツ ウベ・ダスラー スヴェン・ロドツィーウスキー トーマス・フレミング シュテフェン・ツェスナー                                                          | 西ドイツ エリック・ホッホスタイン トーマス・ファーナー ライナー・ヘンケル ミヒャエル・グロス                                                           |
| 1992 バルセロナ       | EUN ドミトリ・ラピコフ ウラディミール・プイチネンコ ベニアミン・タヤノビッチ エフゲニー・サドウィ アレクセイ・クドリヤフツェフ                                | スウェーデン クリステル・ワーリン アンデルス・ホルメルツ トミー・ワーナー ラーシュ・フレランダー                                                            | アメリカ合衆国 ジョー・ハデポール メルビン・スチュワート ジョン・オルセン ダグ・イェルツェン スコット・ジャフィ ダニエル・ヨルゲンセン                 |
| 1996 アトランタ       | アメリカ合衆国 ジョシュ・デービス ジョー・ハデポール ブラッド・シューマチャー ライアン・ベルーベ ジョン・オルセン                                             | スウェーデン アンデシュ・リルブリン アンデルス・ホルメルツ クリステル・ワーリン ラーシュ・フレランダー                                                      | ドイツ クリスティアン・トレガー アイモ・ハイルマン クリスティアン・ケラー シュテフェン・ツェスナー コンスタンチン・デュブロビン オリバー・ランペ       |
| 2000 シドニー         | オーストラリア イアン・ソープ マイケル・クリム トッド・ピアソン ビル・カービー グラント・ハケット ダニエル・コワルスキ                                        | アメリカ合衆国 スコット・ゴールドブラット ジョシュ・デービス ジェイミー・ローチ クリート・ケラー ネイト・デューシング チャド・カービン                      | オランダ マルティン・ザイトウェフ ヨハン・ケンクハイス マルセル・ワウダ ピーター・ファン・デン・ホーヘンバンド マルク・ファン・デル・ジーデン          |
| 2004 アテネ           | アメリカ合衆国 マイケル・フェルプス ライアン・ロクテ ピーター・バンダーカーイ クリート・ケラー スコット・ゴールドブラット ダン・ケッチャム                    | オーストラリア グラント・ハケット マイケル・クリム ニコラス・スプレンガー イアン・ソープ アントニー・マトコビッチ テッド・ピアソン クレイグ・スティーブンス | イタリア エミリアノ・ブレンビラ マッシミリアーノ・ロソリーノ シモーネ・セルカト フィリッポ・マニーニ フェデリコ・カペラッツォ マッテオ・ペリッチャーリ |
| 2008 北京             | アメリカ合衆国 マイケル・フェルプス ライアン・ロクテ リッキー・ベレンズ ピーター・バンダーカーイ デビッド・ウォルターズ エリク・ベント クリート・ケラー       | ロシア ニキータ・ロビンツェフ エフゲニー・ラグノフ ダニラ・イゾトフ アレクサンドル・スホルコフ ミハイル・ポリシチュク                                       | オーストラリア パトリック・マーフィー グラント・ハケット グラント・ブリッツ ニック・フロスト カーク・パーマー リース・ブロディ                         |
| 2012 ロンドン         | アメリカ合衆国 ライアン・ロクテ コナー・ドワイヤー リッキー・ベレンズ マイケル・フェルプス チャーリー・ハウチン マシュー・マクリーン デービス・ターウォーター | フランス アモリ・ルボー グレゴリ・マレー クレメント・ルフェール ヤニク・アニエル ジェレミー・ストラビウス                                                   | 中国 郝運 李昀琦 蒋海琦 孫楊 呂志武 戴駿 |
| 2016 リオデジャネイロ | アメリカ合衆国 コナー・ドワイヤー タウンリー・ハース ライアン・ロクテ マイケル・フェルプス クラーク・スミス ジャック・コンガー ジョセフ・ベンツ               | イギリス ステファン・ミルン ダンカン・スコット ダニエル・ウォレス ジェームス・ガイ ロバート・レンウィック                                                   | 日本 萩野公介 江原騎士 小堀勇氣 松田丈志 |
| 2020 東京             | イギリス トム・ディーン ジェームズ・ガイ マシュー・リチャーズ ダンカン・スコット カラム・ジャービス                                                           | ROC マルチン・マリュチン イワン・ギレフ エフゲニー・リロフ ミハイル・ドブガリュク アレクサンドル・クラスニフ ミハイル・ベコビシシェフ                       | オーストラリア アレクサンダー・グレアム カイル・チャルマーズ ザック・インサーティ トーマス・ニール マック・ホートン イライジャ・ウィニントン           |

- 1992年から予選のみに出場の選手にもメダルが授与される。

### 4 × 100mメドレーリレー
| 大会名                | 金 | 銀 | 銅 |
| --------------------- | --- | --- | --- |
| 1960 ローマ           | アメリカ合衆国 フランク・マッキニー ポール・ハルト ランス・ラーソン ジェフリー・ファレル                                                                                               | オーストラリア デビッド・タイル テリー・ガザーコール ネビル・ヘイズ ジェフ・シプトン | 日本 富田一雄 開田幸一 大崎剛彦 清水啓吾 |
| 1964 東京             | アメリカ合衆国 ハロルド・トンプソン・マン ウィリアム・クレイグ フレッド・シュミット スティーブン・クラーク                                                                             | 東西統一ドイツ エルンスト＝ヨアキム・キュッペルス エゴン・ヘニンガー ホルスト＝ギュンター・グレガー ハンス・ヨアヒム・クライン                                                                 | オーストラリア ピーター・レイノルズ イアン・オブライエン ケビン・ベリー デビッド・ディクソン                                                           |
| 1968 メキシコシティ   | アメリカ合衆国 チャールズ・ヒックコックス ドン・マッケンジー ダグラス・ラッセル ケネス・ウォルシュ                                                                                     | 東ドイツ ローラント・マッテス エゴン・ヘニンガー ホルスト＝ギュンター・グレガー フランク・ヴィーガント                                                                                         | ソビエト連邦 ユーリ・ロマク ウラジミール・コシンスキー ウラジミール・ネムシロフ レオニード・イリイチョフ                                               |
| 1972 ミュンヘン       | アメリカ合衆国 マイク・スタム トム・ブルース マーク・スピッツ ジェリー・ハイデンライヒ                                                                                                 | 東ドイツ ローラント・マッチース クラウス・カッツル ハルトムート・フレックナー ルッツ・ウンガー                                                                                                 | カナダ エリック・フィッシュ ウィリアム・マホニー ブルース・ロバートソン ロバート・ケイスティング                                                       |
| 1976 モントリオール   | アメリカ合衆国 ジョン・ネーバー ジョン・ヘンケン マット・ヴォーゲル ジム・モンゴメリ                                                                                                   | カナダ スティーブン・ピッケル グラハム・スミス クレイ・エバンズ ゲイリー・マクドナルド | 西ドイツ クラウス・スタインバッハ ウォルター・クッシュ ミヒャエル・クラウス ペーター・ノッケ                                                           |
| 1980 モスクワ         | オーストラリア マーク・ケリー ピーター・エバンズ マーク・トネリ ニール・ブルックス | ソビエト連邦 ビクトル・クズネツォフ アルセンス・ミスカロフス エフゲニー・セレディン セルゲイ・コプリアコフ                                                                                     | イギリス ゲイリー・エイブラハム ダンカン・グッドヒュー デビッド・ロー マーティン・スミス                                                               |
| 1984 ロサンゼルス     | アメリカ合衆国 リック・キャリー スティーブ・ルンドクイスト パブロ・モラレス ロウディ・ゲインズ                                                                                         | カナダ マイク・ウェスト ビクター・デービス トム・ポンティング サンディー・ゴス | オーストラリア マーク・ケリー ピーター・エバンズ グレン・ブキャナン マーク・ストックウェル                                                             |
| 1988 ソウル           | アメリカ合衆国 デビッド・バーコフ リチャード・シュローダー マット・ビオンディ クリス・ジェイコブス                                                                                     | カナダ マーク・テュークスバリー ビクター・デービス トム・ポンティング サンディー・ゴス | ソビエト連邦 イゴール・ポリャンスキー ディミトリー・ボルコフ ワディム・ヤロシチュク ゲンナジー・プリゴダ                                               |
| 1992 バルセロナ       | アメリカ合衆国 ジェフ・ラウズ ネルソン・ディーベル パブロ・モラレス ジョン・オルセン デビッド・バーコフ ハンズ・ダーシュ メルヴィン・スチュワート マット・ビオンディ                   | EUN ウラジミール・セルコフ ヴァシリー・イワノフ パブロ・クニキン アレクサンドル・ポポフ ウラジミール・ピシュネンコ ウラディスラフ・クリコフ ドミトリ・ヴォルコフ                               | カナダ マーク・テュークスバリー ジョナサン・クリーブランド マーセル・ゲリー スティーブン・クラーク トム・ポンティング                                  |
| 1996 アトランタ       | アメリカ合衆国 ジェフ・ラウズ ジェレミー・リン マーク・ヘンダーソン ゲーリー・ホール・ジュニア ジョシュ・デービス カート・グロート ジョン・ハージス トリップ・シュウェンク             | ロシア ウラジミール・セルコフ スタニスラフ・ロプホフ デニス・パンクラトフ アレクサンドル・ポポフ ロマン・イヴァノフスキー ウラディスラフ・クリコフ ロマン・エゴロフ                            | オーストラリア フィル・ロジャーズ マイケル・クリム スコット・ミラー スティーブン・デウィック トビー・ハイーネン                                        |
| 2000 シドニー         | アメリカ合衆国 レニー・クレイゼルバーグ エド・モーゼス イアン・クロッカー ゲーリー・ホール・ジュニア ニール・ウォーカー トミー・ハンナン ジェイソン・レザク                            | オーストラリア マット・ウォルシュ リーガン・ハリソン ジェフ・ヒューギル マイケル・クリム ジョシュ・ワトソン ライアン・ミッチェル アダム・パイン イアン・ソープ                                 | ドイツ シュテフ・テローケ イェンス・クルッパ トーマス・ルプラト トルステン・シュパネベルク                                                             |
| 2004 アテネ           | アメリカ合衆国 アーロン・ピアソル ブレンダン・ハンセン イアン・クロッカー ジェイソン・レザク レニー・クレーゼルバーグ マーク・ギャングロフ マイケル・フェルプス ニール・ウォーカー     | ドイツ シュテフェン・ドリーゼン イェンス・クルッパ トーマス・ルプラト ラルス・コンラッド ヘルゲ・ミーウ                                                                                        | 日本 森田智己 北島康介 山本貴司 奥村幸大 |
| 2008 北京             | アメリカ合衆国 アーロン・ピアソル ブレンダン・ハンセン マイケル・フェルプス ジェイソン・レザク マシュー・グレイバーズ マーク・ギャングロフ イアン・クロッカー ギャレット・ウェーバー   | オーストラリア ハイデン・ストッケル ブレントン・リカード アンドリュー・ローターステイン イーモン・サリバン アシュリー・デラニー クリスチャン・スプレンガー アダム・パイン マシュー・ターゲット | 日本 宮下純一 北島康介 藤井拓郎 佐藤久佳 |
| 2012 ロンドン         | アメリカ合衆国 マシュー・グレイバーズ ブレンダン・ハンセン マイケル・フェルプス ネイサン・エイドリアン ニコラス・トーマン エリク・シャントー タイラー・マギル カレン・ジョーンズ       | 日本 入江陵介 北島康介 松田丈志 藤井拓郎 | オーストラリア ハイデン・ストッケル クリスチャン・スプレンガー マシュー・ターゲット ジェームズ・マグナッセン ブレントン・リカード タマソ・ドルソーニャ |
| 2016 リオデジャネイロ | アメリカ合衆国 ライアン・マーフィー コーディー・ミラー マイケル・フェルプス ネイサン・エイドリアン デイビット・プラマー ケビン・コーデス トム・シールズ ケーレブ・ドレッセル           | イギリス クリス・ウォーカー＝ヘボン アダム・ピーティー ジェームス・ガイ ダンカン・スコット | オーストラリア ミッチ・ラーキン ジェイク・パッカード デイヴィッド・モーガン カイル・チャルマーズ キャメロン・マケボイ                                  |
| 2020 東京             | アメリカ合衆国 ライアン・マーフィー マイケル・アンドリュー ケーレブ・ドレッセル ザック・アップル ジョゼフ・アームストロング アンドリュー・ウィルソン トム・シールズ ブレイク・ピエロニ | イギリス ルーク・グリーンバンク アダム・ピーティ ジェームズ・ガイ ダンカン・スコット ジェームズ・ウィルビー                                                                                    | イタリア トマス・チェッコン ニコロ・マルティネンギ フェデリコ・ブルディッソ アレッサンドロ・ミレシ                                                     |

- 1992年から予選のみに出場の選手にもメダルが授与される。

### オープンウォータースイミング
| 大会名                | 金                                              | 銀                                              | 銅                                              |
| --------------------- | ----------------------------------------------- | ----------------------------------------------- | ----------------------------------------------- |
| 2008 北京             | マーテン・ファン・デル・バイデン オランダ (NED) | デビッド・デービス イギリス (GBR)               | トーマス・ルルツ ドイツ (GER)                   |
| 2012 ロンドン         | ウサマ・メルーリ チュニジア (TUN)               | トーマス・ルルツ ドイツ (GER)                   | リチャード・ワインバーガー カナダ (CAN)         |
| 2016 リオデジャネイロ | フェリー・ウィアートマン オランダ (NED)         | スピリドン・ヤニオティス ギリシャ (GRE)         | マルク＝アントワーヌ・オリヴィエ フランス (FRA) |
| 2020 東京             | フロリアン・ベルブロック ドイツ (GER)           | ラショフスキー・クリシュトーフ ハンガリー (HUN) | グレゴリオ・パルトリニエリ イタリア (ITA)       |

## 過去に実施されていた種目

### 50ヤード自由形
| 大会名            | 金                                  | 銀                                      | 銅                                          |
| ----------------- | ----------------------------------- | --------------------------------------- | ------------------------------------------- |
| 1904 セントルイス | ゾルタン・ハルマイ ハンガリー (HUN) | スコット・リアリー アメリカ合衆国 (USA) | チャールス・ダニエルズ アメリカ合衆国 (USA) |

### 100m競泳（水兵）
| 大会名      | 金                                    | 銀                                    | 銅                                        |
| ----------- | ------------------------------------- | ------------------------------------- | ----------------------------------------- |
| 1896 アテネ | イオアニス・マロキニス ギリシャ (GRE) | スピリドン・チャザピス ギリシャ (GRE) | ディミトリオス・ドリヴァス ギリシャ (GRE) |

### 100ヤード自由形
| 大会名            | 金                                  | 銀                                          | 銅                                      |
| ----------------- | ----------------------------------- | ------------------------------------------- | --------------------------------------- |
| 1904 セントルイス | ゾルタン・ハルマイ ハンガリー (HUN) | チャールス・ダニエルズ アメリカ合衆国 (USA) | スコット・リアリー アメリカ合衆国 (USA) |

### 220ヤード自由形
| 大会名            | 金                                          | 銀                                        | 銅                                |
| ----------------- | ------------------------------------------- | ----------------------------------------- | --------------------------------- |
| 1904 セントルイス | チャールス・ダニエルズ アメリカ合衆国 (USA) | フランシス・ゲイリー アメリカ合衆国 (USA) | エーミール・ラウシュ ドイツ (GER) |

### 440ヤード自由形
| 大会名            | 金                                          | 銀                                        | 銅                                    |
| ----------------- | ------------------------------------------- | ----------------------------------------- | ------------------------------------- |
| 1904 セントルイス | チャールス・ダニエルズ アメリカ合衆国 (USA) | フランシス・ゲイリー アメリカ合衆国 (USA) | オットー・ヴァーレ オーストリア (AUT) |

### 500m自由形
| 大会名      | 金                                  | 銀                                    | 銅                                        |
| ----------- | ----------------------------------- | ------------------------------------- | ----------------------------------------- |
| 1896 アテネ | パウル・ノイマン オーストリア (AUT) | アントニオス・ペパノス ギリシャ (GRE) | エフスタシオス・コラファス ギリシャ (GRE) |

### 880ヤード自由形
| 大会名            | 金                                | 銀                                        | 銅                              |
| ----------------- | --------------------------------- | ----------------------------------------- | ------------------------------- |
| 1904 セントルイス | エーミール・ラウシュ ドイツ (GER) | フランシス・ゲイリー アメリカ合衆国 (USA) | キシュ・ゲーザ ハンガリー (HUN) |

### 1000m自由形
| 大会名    | 金                                | 銀                                    | 銅                                  |
| --------- | --------------------------------- | ------------------------------------- | ----------------------------------- |
| 1900 パリ | ジョン・ジャービス イギリス (GBR) | オットー・ヴァーレ オーストリア (AUT) | ゾルタン・ハルマイ ハンガリー (HUN) |

### 1200m自由形
| 大会名      | 金                                        | 銀                                  | 銅                                        |
| ----------- | ----------------------------------------- | ----------------------------------- | ----------------------------------------- |
| 1896 アテネ | ハヨーシュ・アルフレード ハンガリー (HUN) | ヨアニス・アンドレウ ギリシャ (GRE) | エフスタシオス・コラファス ギリシャ (GRE) |

### 1マイル自由形
| 大会名            | 金                                | 銀                              | 銅                                        |
| ----------------- | --------------------------------- | ------------------------------- | ----------------------------------------- |
| 1904 セントルイス | エーミール・ラウシュ ドイツ (GER) | キシュ・ゲーザ ハンガリー (HUN) | フランシス・ゲイリー アメリカ合衆国 (USA) |

### 4000m自由形
| 大会名    | 金                                | 銀                                  | 銅                            |
| --------- | --------------------------------- | ----------------------------------- | ----------------------------- |
| 1900 パリ | ジョン・ジャービス イギリス (GBR) | ゾルタン・ハルマイ ハンガリー (HUN) | ルイ・マルタン フランス (FRA) |

### 100ヤード背泳ぎ
| 大会名            | 金                                | 銀                              | 銅                                  |
| ----------------- | --------------------------------- | ------------------------------- | ----------------------------------- |
| 1904 セントルイス | ヴァルター・ブラック ドイツ (GER) | ゲオルク・ホフマン ドイツ (GER) | ゲオルク・ツァハリアス ドイツ (GER) |

### 400m平泳ぎ
| 大会名              | 金                                        | 銀                                  | 銅                                        |
| ------------------- | ----------------------------------------- | ----------------------------------- | ----------------------------------------- |
| 1912 ストックホルム | ヴァルター・ベイズ ドイツ (GER)           | ソア・ヘンイング スウェーデン (SWE) | パーシー・コートマン イギリス (GBR)       |
| 1920 アントワープ   | ホーカン・マルムロット スウェーデン (SWE) | ソア・ヘンイング スウェーデン (SWE) | アルヴォ・アールトネン フィンランド (FIN) |

### 440ヤード平泳ぎ
| 大会名            | 金                                  | 銀                                | 銅                                          |
| ----------------- | ----------------------------------- | --------------------------------- | ------------------------------------------- |
| 1904 セントルイス | ゲオルク・ツァハリアス ドイツ (GER) | ウォルター・ブラック ドイツ (GER) | ジェイミソン・ハンディ アメリカ合衆国 (USA) |

### 200m団体競泳
| 大会名    | 金 | 銀 | 銅                                                                                       |
| --------- | --- | --- | ---------------------------------------------------------------------------------------- |
| 1900 パリ | ドイツ エルンスト・ホッペンベルク マックス・ハインレ ジュリアス・フレイ マックス・シェーネ ヘルベルト・フォン・ペテルスドルフ | フランス モーリス・オシェピード ヴィクトル・オシェピード ジョセフ・ベルトラン ジュール・ベルベッケ ヴィクトル・カデ | フランス レネ・タルタラ ルイ・マルタン デジレ・メルシェ ジョルジュ・レイリュー P. Houben |

### 4 × 50ヤードフリーリレー
| 大会名            | 金                                                                                           | 銀                                                                                       | 銅 |
| ----------------- | -------------------------------------------------------------------------------------------- | ---------------------------------------------------------------------------------------- | --- |
| 1904 セントルイス | アメリカ合衆国 ジョゼフ・ラディ レオ・グッドウィン ルイス・ハンドリー チャールス・ダニエルズ | アメリカ合衆国 デビッド・ハモンド ウィリアム・タトル ヒューゴ・ゲッツ レイモンド・ソーン | アメリカ合衆国 アミディー・レイバーン グウィン・エヴァンス マーカート・シュワルツ ウィリアム・オルスウェイン |

### 200m障害
| 大会名    | 金                                        | 銀                                    | 銅                              |
| --------- | ----------------------------------------- | ------------------------------------- | ------------------------------- |
| 1900 パリ | フレデリック・レーン オーストラリア (AUS) | オットー・ヴァーレ オーストリア (AUT) | ピーター・ケンプ イギリス (GBR) |

### 潜水
| 大会名    | 金                                            | 銀                              | 銅                                    |
| --------- | --------------------------------------------- | ------------------------------- | ------------------------------------- |
| 1900 パリ | シャルル・ド・ヴァンドヴィール フランス (FRA) | アンドレ・シクス フランス (FRA) | ペデル・リッケベルク デンマーク (DEN) |